# Чуклин, Сергей Григорьевич
Сергей Григорьевич Чуклин — (24 сентября 1909— 3 июня 1974) — учёный, доктор технических наук, профессор, кавалер орденов «Знак почёта» и «Трудового Красного Знамени»

## Биография
Сергей Григорьевич родился 24 сентября 1909 г. в Одессе в семье выходца из крестьянской семьи Вологодской губернии, рано осиротел.
В 1931 г., после окончания судомеханического факультета Одесского института инженеров водного транспорта был направлен в Хабаровск в Управление Амурского речного транспорта. С 1932 года, (после перевода) стал работать в Одесском институте инженеров водного транспорта. Его трудолюбие и способность к творческому аналитическому мышлению позволили ему продолжить учиться в аспирантуре.
Связав свою жизнь с техникой искусственного холода, Сергей Григорьевич Чуклин выполнил цикл фундаментальных работ в области теплообмена в аппаратах снежного и чешуйчатого льда, которые в 1937 году завершились защитой кандидатскую диссертацию по проблемам льдотехники под руководством профессора С. Д. Левенсона. Тема диссертации — «Анализ явлений теплопередачи при переходе вещества из жидкой фазы в твердую».
С 1939 года Чуклин С. Г.- заместитель директора УкрНИХИ по научной работе.
С начала Великой Отечественной войны 1941 г. Чуклин С. Г.- начальник технического отдела Волжской военной флотилии. Участник боев на Сталинградском направлений. Войну окончил в Берлине в чине капитана. За участие в Великой Отечественной войне Сергей Григорьевич был награждён орденом «Красная звезда», медалями «За боевые заслуги» и «За победу над Германией».
В 1945 г., после окончания войны Сергей Григорьевич вернулся на работу во ВНИХИ (г. Москва), где, в частности, был главным экспертом по гидравлическим ударам на холодильных предприятиях СССР.
Когда Приказом МВО СССР № 1449 от 6.Х.1948 в Одесском институте ОТИКП была организована кафедра «Холодильные машины и установки», ректор института В. С. Мартыновский предложил С. Г. Чуклину занять место заведующего этой кафедрой. Возглавив кафедру холодильных установок Сергей Григорьевич организовал мощный творческий коллектив преподавателений и научных сотрудников.
В 1956 году С. Г. Чуклин. защитил докторскую диссертацию на тему «Теплопередача и влагообмен в охлаждающих системах холодильников» и получил ученую степень доктора технических наук.
Будучи первым деканом холодильного факультета, профессор С. Г. Чуклин принимал непосредственное участие в создании и формировании холодильной специальности в Одессе. Под его руководством 25 человек стали кандидатами наук по специальностям холодильная и криогенная техника, а также техника кондиционирования воздуха. Трое из его учеников впоследствии стали докторами технических наук.
Начиная с 1947 г. Чуклин С. Г. стал известен в мире науки как ученый и специалист в области холодильной техники, выступая экспертом и разработчиком сложных инженерных проектов, и занимая руководящие позиции при выполнении важных государственных научно-технических программ в сотрудничестве с такими ведущими институтами как ГИПРОХОЛОД, ГИПРОТОРГ, ГИПРОМЯСОМОЛПРОМ, ЦАГИ (г. Москва), СибНИА (г. Новосибирск), ГИПРОНИИСЕЛЬПРОМ (г. Орёл, РФ), Черноморсудопроект (г. Николаев). Он работал в тесном контакте с министерствами: рыбного хозяйства, мясной и молочной промышленности, пищевой промышленности и торговли СССР, Российской федерации, Украины, Казахстана, Молдовы и др. республик.
По инициативе Чуклина С. Г. на 50 вновь построенных холодильниках Госрезерва, мясокомбинатах и распределительных холодильниках всего СССР, и на 146 рефрижераторных судах были разработаны и внедрены проекты созданной им «панельной системой» охлаждения.
При разработке стенда температурных испытаний натурных конструкций сверхзвуковых самолётов, техническому решению, предложенному С. Г. Чуклиным было отдано предпочтение среди многих решений ведущих организаций Советского Союза, участвующих в конкурсе.
Профессор Чуклин С. Г. был вице-президентом одной из комиссий Международного института холода (IIR), выступал на многих международных конференциях. В1971 году на международном Конгрессе по холоду в Вашингтоне был представлен доклад С. Г. Чуклина об использовании панельной системы на судах, которым заинтересовались многие специалисты мира.
Чуклин С.Г участвовал в работе многих государственных комиссий, по разработке норм типового проектирования холодильников различного назначения, что стало основой решения проблем продовольственной безопасности многих стран.
Его трудолюбие и настойчивость, справедливость и прямота в отношениях с сотрудниками и студентами, требовательность и тщательность при выполнении научных исследований привлекали к нему много молодых и талантливых учеников, что позволило говорить о «школе Чуклина». Эта школа дала много известных ученых и специалистов, которым было присуще разнообразие научных интересов, обязательное доведение научного результата до реализации в промышленных условиях и широкое внедрение этих результатов. Его ученикам передалось прекрасное знание производства, инженерная смелость, предвидение тенденций развития отрасли. Эти качества учеников Чуклина С. Г. позволили им занимать руководящие посты в государственном аппарате, такие как: заместитель министра Мясомолочной промышленности УССР А. И. Воронцов, заместитель министра торговли РСФСР Н. И. Коновалов, начальник Главного управления науки и техники Минторга СССР — В. П. Ключников, директор Всесоюзного научно-исследовательского Центра «Биотехника» — И. П. Старческий, ректоры, проректоры и деканы факультетов Одесского технологического института холодильной промышленности (ныне Одесская государственная академия холода) (И. Г. Чумак, В. А. Носенко, Э. Г. Парцхаладзе, Л.Ф Бондаренко, А. П. Кузнецов, С. З. Жадан, С.Ю Ларьяновский, Л. П. Кузнецова, В. П. Чепурненко, Д. Г. Никульшина и др.), руководители и ведущие специалисты Проблемной научно-исследовательской лаборатории по холодильной технике (Е. С. Авдеев, В. И. Карев, Г. К. Цвиговский, О. Ш. Хмаладзе).
Профессор Чуклин С. Г. являлся автором многих изобретений, монографий, учебников и учебных пособий.
В соавторстве с профессорами Мартыновским В. С. и Мельцером Л. З. им было опубликовано первое издание учебника «Холодильные установки».
Сергей Григорьевич Чуклин был незаурядной личностью, человеком темпераментным, неравнодушным, человеком острого и быстрого ума. Он любил жизнь во всех её проявлениях, любил море, Одессу, был прекрасным пловцом. Но главным в его жизни была научно-педагогическая деятельность, которой он посвящал всего себя. Его сердце остановилось на работе 3 июня 1974 г., в стенах холодильного института, становлению и развитию которого он отдал большую часть своей сознательной жизни.

## Учебники и монографии
1. Чуклин С. Г., Чумак И. Г. Интенсификация камерных морозилок. — М. Госторгиздат, 1963.-104 с.
2. Чуклин С. Г., Чумак И. Г. Камеры охлаждения и хранение охлажденных мясных и молочных продуктов. — М.:ЦНИИТЗИ, 1969.-58 с.
3. Чуклин С. Г., Чумак И. Г. Лабораторный практикум по курсу «Холодильные установки». — М.: Пищевая промышленность, 1974.-287 с.
4. Чуклин С. Г., Чумак И. Г. Насосные охлаждающие системы холодильников. — М.: ЦНИИТЗИ, 1968
5. Чуклин С. Г., Никульшина, Д. Г., Чепурненко В. П. Новые охлаждающие системы холодильников. — М.: Госторгиздат, 1963.- 96 с.
6. Чуклин С. Г. Охлаждающие системы непосредственного испарения. — М.: Госторгиздат, 1959.-102 с.
7. Чуклин С. Г., Чумак И. Г. Охлаждающие системы морозильных камер и пути их интенсификации М.:ЦНИИТЗИ, 1968.-83 с.
8. Чуклин С. Г. Авдеев Е. С. Панельные системы охлаждения рефрижераторных судов. — Л.: Судостроение, 1969.- 222 с
9. Чуклин С. Г. , Никульшина Д. Г., Чумак И. Г. Примеры расчетов холодильных установок. Учебное пособие для вузов по спец.: «Холодильные установки и аппараты» /Под общ. ред. д.т. н., проф. С. Г. Чуклина.- М.: Пищевая промышленность, 1964.-381 с.
10. Чуклин С. Г.. Чумак И. Г.. Файнзильберг Е. Я. Современные холодильники для хранения фруктов. — Кишинев: Картя молдовеняско, 1970.-170 с.
11. Чуклин С. Г., Чумак И. Г. и др. Технико-экономический анализ хранения мороженых грузов в камерах, оборудованных различными системами охлаждения. — М.:ЦНИИТЭИ 1969.-17с.
12. Чуклин С. Г., Мартыновский В. С., Мельцер Л. З. Холодильные установки. Учебник. Под общ. ред. проф. С. Г. Чуклина .- М.: Госторгиздат, 1961.-Изд. 1-е −427 с.
13. Чумак И. Г. Чуклин С. Г., Чепурненко В. П. Холодильные установки: Уч. для студ. вузов / Под ред. И. Г. Чумака.-2-е изд., доп. и перераб. — М.: Легкая и пищевая промышленность, 1981.- 344 с.
14. Чуклин С. Г., Чумак И. Г. Лабораторный практикум по курсу «Холодильные установки».- М.: «Пищевая промышленность», 1974.-287 с.

## Хронологический указатель опубликованных работ
1. Чуклин С. Г. Модернизация и испытания компрессоров «Рек Иштван».// Холодильная техника. — 1948.- № 2.- С.59.
2. Чуклин С. Г. Теплопередача и условия вымораживания жидкости при её движении по охлаждаемой снаружи трубе // Холодильная техника.-1948.-№ 1.-С52
3. Чуклин С. Г. Теплопередача при переходе вещества из жидкой фазы в твердую. // Холодильная техника.-1948.- № 1.- С.46
4. Чуклин С. Г. Теплопередача интенсивных жидкостных охладителей. //ХТ.- 1949.- № 1.-С.38
5. Чуклин С. Г. Обобщенный метод расчета испарительных конденсаторов. //Труды ОТИПХП, 1952.- Том V, вып.. 1.С.17.
6. Чуклин С. Г. Теплопередача и влагообмен в ребристых воздухоохладителях //Труды ОТИПХП, 1952.-Том V, вып..1.-С 31.
7. Чуклин С. Г. Динамика процессов теплопередачи и влагообмена в камерах хранения холодильников.// Труды ОТИПХП, 1955.-Том VI.- С.132-145.
8. Чуклин С. Г. Теплопередача и влагообмен в охлаждающих системах холодильников. Докторская диссертация. — М: МХТИ, 1955.
9. Чуклин С. Г. Теплопередача частично заполненных труб. //Труды ОТИПХП, 1957. Т.VIII. вып. І.- С. 51.
10. Чуклин С. Г. и др. Одесский технологический институт пищевой и холодильной промышленности. К 40-летию Октября. / А. Мальский, В. Чайковский, Л. Мельцер, С. Чуклин // Холодильная техника.- 1957.- № 3.-С32
11. Чуклин С. Г. Теплопередача в охлаждающей системе с плавниковыми батареями и её сравнение с другими современными системами охлаждения.// Тезисы докладов. XXVI Отчетно-научная конференция за 1956 год.(5-15 марта 1957 года).-1957.-С.
12. Чуклин С. Г., Чумак И. Г. Теплотехнические испытания низкотемпературной морозилки.// Мясная индустрия СССР.-1958.-№ 6
13. Чуклин С. Г. Теплопередача системы панельного охлаждения с плавниковыми ребрами.//Труды ОТИХП.1959.Т.УШ, ОТИХП. Вып. П.-с.29.
14. Чуклин С. Г. Охлаждающие системы непосредственного испарения. (Научное сообщение) М.:Госторгиздат,-1959.-102 с.
15. Чуклин С. Г., Никульшина Д. Г., Чепурненко В. П. Исследование новых охлаждающих систем холодильников. (Доклад на X конгрессе по холоду в г. Копенгагене 1959 г.) // Холодильная техника, 1959.-№ 6.-С.61.
16. Чуклин С. Г., Чумак И. Г. , Могилевский. Испытание камерных морозилок при замораживании мяса. // Мясная промышленность, 1961.- № 6
17. Чуклин С. Г. Мартыновский В. С., Мельцер. Холодильные установки. -:Учебник. Под общ. ред. проф. С. Г. Чуклина.- М.: Госторгиздат, 1961.- Издание 1-е.- 427 с.
18. Чуклин С. Г., Чепурненко В. П. Теплопередача оребренных батарей камер холодильников. //Труды ОТИПХП, 1961.-Том X.- С.87.
19. Чуклин С. Г., Чумак И. Г. Оптимальные условия работы морозилок при однофазном замораживании. //Харчова промисловість", № 2.- 1961.
20. Чуклин С. Г., Чумак И. Г. Внедрение однофазного метода замораживания и универсальной системы охлаждения в камерных морозилках. // Харчова промисловість", № 4.- 1961.
21. Чуклин С. Г., Чайковский В. Ф. Энциклопедический справочник «Холодильная техника». //Холодильная техника, 1961.- № 5.-С66. 1962 г.
22. Чуклин С. Г., Чумак И. Г. Основы перевода камерных морозилок на однофазный метод замораживания мяса. // Механизация и автоматизация технологических процессов на мясокомбинатах", ГОСИНТИ, Москва, 1962.
23. Чуклин С. Г. , Никульшина Д. Г. Особенности эксплуатации панельных систем охлаждения. //Труды ОТИХП, 1962.- Т. XII, С.167.
24. Чуклин С. Г. , Никульшина Д. Г. Особенности теплопередачи и основы расчета панельных систем охлаждения. Труды ОТИХП.-1962.- Том XI.- С.180.
25. Чуклин С. Г., Чумак И. Г. Время и оптимальные режимы замораживания парного мяса. — Труды ОТИХП, 1962.- Том XII — С. 101
26. Чуклин С. Г. Крылов Ю. Р., Никульшина Д.Г — «Охлаждающее устройство для холодильных камер». Авторское свидетельство № 160513 зарегистрировано 10 декабря 1963 г.
27. Чуклин С. Г., Чумак И. Г. Интенсификация камерных морозилок. М.: Госторгиздат. 1963—104 с.
28. Чуклин С. Г., Никульшина Д. Г., Чепурненко В. П. Новые охлаждающие системы ХОЛОДИЛЬНИКОВ. // Госторгиздат, 1963.-96 с.
29. Чуклин С. Г., Никульшина Д. Г. Особенности эксплуатации панельных систем охлаждения и их внедрение в холодильную технику. // Труды конференции по перспективам развития и внедрения холодильной техники в народное хозяйство СССР. Одесса, 1963.
30. Чуклин С. Г. Основы рационального проектирования и эффективной эксплуатации современных охлаждающих систем холодильников. // Труды конференции по перспективам развития и внедрения холодильной техники в народное хозяйство СССР. Одесса. 1963.
31. Чуклин С. Г., Никульшина Д.Г, Авдеев Е. С., Русов Е. Х. и др. «Устройство тихого (батарейного) охлаждения рефрижераторных камер» — Авторское свидетельство. № 162762 зарегистрировано 10 декабря 1964 г
32. Чуклин С. Г., Авдеев Е. С. Панельная система охлаждения рефрижераторных судов. // Рыбное хозяйство, 1964.-№ 7.
33. Чуклин с. Г., Авдеев Е. С. Основы проектирования и эксплуатационные особенности панельной системы охлаждения рефрижераторных судов. //Судостроение, 1964.- № 11.
34. Чуклин С. Г., Никульшина Д. Г., Чумак И. Г. Примеры расчетов холодильных установок ..Учеб .пособие для вузов по спец. «Холодильные машины и аппараты» / Под общей .ред. д.т. н., проф. С. Г. Чуклина. М: Пищевая промышленность, 1964.- 381с.
35. Чуклин С. Г., Никульшина Д. Г. «Холодильная камера хранения пищевых продуктов», Авторское свидетельство № 171008 от 19 марта 1965 г.
36. (Патент).//Бюллетень изобретений и товарных знаков, 1965.- № 10, С.10.
37. Чуклин С. Г., Никульшина Д. Г. Выбор рациональной конструкции элементов панельной системы охлаждения. //Холодильная техника и технология.-1965.- № 1.- С.77
38. Чуклин С. Г., Чумак Н. Г., Олейниченко В. Т. Повышение эффективности эксплуатации холодильников мясокомбинатов / /- Мясная индустрия, 1966.- № 3.
39. Чуклин С. Г., Никульшина Д. Г.. Мнацаканов Г. К. Опытное исследование панельной системы охлаждения при наличии внутренних теплопритоков.- // Сб. Холодильная техника и технология, 1966.- № 2.- С. 35-40
40. Чуклин С. Г., Никульшина Д. Г., Мнацаканов Г. К. Исследование панельной системы охлаждения камер с внутренними тепловыделениями и неполным экранированием. //Холодильная техника и технология, 1967.- № 4.С.З
41. Чуклин С. Г., Чернозубов А. М., Розенберг А. С. Сравнительные испытания камер хранения с панельной системой и ребристыми батареями. // Сб. Холодильная техника и технология, 1967.- № 4.- С.11-17
42. Чуклин С. Г., Авдеев Е. С. Особенности и перспективы внедрения панельных систем охлаждения на рефрижераторных судах. // Рыбное хозяйство, 1968.- № 10.- С. 83-85
43. Чуклин С. Г., Чумак И. Г. и др. Некоторые вопросы проектирования холодильников. Сб. //Холодильная техника и технология, 1968.- № 7.- С. 52-58.
44. Чуклин С. Г., Чумак И. Г. Охлаждающие системы морозильных камер и пути их интенсификации. М. ЦНИИТЗИ, 1968.-83с.
45. Чуклин С. Г. и др.. Энергетические характеристики охлаждающих систем рефрижераторных трюмов рыбопромысловых судов. /Чуклин С. Г., Авдеев Е. С., Цвиговский Г. К., Костенко В. П. //Рыбное хозяйство, 1969.-№ 12.-С. 23-25.
46. Чуклин С. Г., Парцхаладзе З. Г. Теплопередача пластинчатых жидкостных охладителей и водоледяных аккумуляторов. // Изд. высш. уч. зав. СССР. Пищевая технология, 1969.- № 3.- С. 148—151.
47. Чуклин С. Г., Чумак И. Г. и др.. Технико-экономический анализ хранения мороженых грузов в камерах, оборудованных различными системами охлаждения.- М.: Изд. ЦНИИТЗИ, 1969 — 17 с.
48. Чуклин С. Г., Чумак И. Г. Камеры охлаждения и хранения охлажденных мясных и молочных продуктов. М.:ЦНИИТЗИ, 1969.-58 с.
49. Чуклин С. Г., Авдеев Е. С. Панельные системы охлаждения рефрижераторных судов. — Л.: Судостроение, 1969.-222с.
50. Чуклин С. Г., Чумак И. Г. Насосные охлаждающие системы холодильников. — М.: Изд. ЦНИИТЗИ, 1969.
51. Чуклин С. Г., Чумак И. Г. Файнзильберг Е. Я.. Современные холодильники для хранения фруктов. Кишинев: Картя молдовеняска, 1970.- 170 с.
52. Чуклин С. Г. Чумак И.Г, Косой С. М. Подземные промышленные холодильники для хранения пищевых продуктов / Реф. инф. о законч. научно-исселед. работах в вузах УССР. Вып.. ІV, 1970.- С.ЗЗ.
53. Чуклин С. Г., Авдеев Е.С, Цвиговский Г. К. Весогабаритные характеристики охлаждающих систем рефрижераторных трюмов. — //Рыбное хозяйство, 1970.- № 5.-С. 24-26.
54. Чуклин С. Г., Чумак И. Г., Файнзильберг Е. Я. Воздушно-экранированная система охлаждения. //Холодильная техника и технология, 1970.- № 10.-С.112-120.
55. Чуклин С. Г. и др. Испытания судовой холодильной установки рефрижератора «Алтай». / Чуклин С. Г., Авдеев Е.С, Карев В. И., Шахрай И. К. // Холодильная техника, 1970.- С.21.
56. Чуклин С. Г., Парцхаладзе З. Г. Намораживание льда на плоской стенке в воде переменной температуры.// Холодильная техника и технология.-1970. Вып. 10. С.82-88
57. Чуклин С. Г., Розенберг А. С. К вопросу проектирования насосных охлаждающих систем с нижней подачей хладагента. // Сб. Холодильная техника и технология. , 1971.- Вып. 13.
58. Чуклин С. Г. , Мнацаканов Г. К. Определение продолжительности работы воздухоохладителя холодильной установки для программного охлаждения воздушным потоком. // Сб. Холодильная техника и технология, 1971.- Вьіп. 13 — С. 3-6
59. Чуклин С. Г.. Мнацаканов Г. К. Основы теплового расчета холодильных установок для программного охлаждения пластин воздушным потоком. // Сб. Холодильная техника и технология — 1971.- Вьіп.13.
60. Чуклин С. Г., Чумак И. Г., Шахневич В. И. Режимы камер термической обработки и их охлаждающие системы. //НТИ. Вып. 3. Холодильная промышленность и транспорт. — М.:ЦНИИТЗИ, 1971.
61. Чуклин С. Г., Авдеев Е. С. Холодильная камера для хранения пищевых продуктов. Изобретение /Холодильная техника, 1971.-№З. С.54.
62. Чуклин С. Г., Авдеев Е.С, Карев В. И. Эксплуатационные характерис¬тики рефрижераторных трюмов с панельной системой охлаждения. //Холодильная техника.-1971.- № З,- С. 8.
63. Чуклин С. Г., Авдеев Е. С. Цвиговский Г. К. Эксплуатационные испытания воздушной системы охлаждения рефрижераторных трюмов с вертикальным воздухораспределением. // Сб. Холодильная техника и технология,1971.Вьіп. 12.-С. З
64. Чуклин С. Г. Авдеев Е.С, Карев В. И. и др. Выбор системы охлаждения трюмов рефрижераторных судов. // Судостроение, 1972.- № 12.- С. 21-24
65. Чуклин С. Г., Авдеев Е.С, Кроль В. М. Определение теплопередачи панельно-воздушной систему в режиме охлаждения. // Холодильная техника и технология, 1972.- вьіп.15.- С. 3-6
66. Чуклин С. Г., Кроль В. М., Авдеев Е. С. Теплопередача панельно-воздушных приборов охлаждения. Сб. //Холодильная техника и технология.-1972.-№ 14.-С7-12
67. Чуклин С. Г., Мнацаканов Г. К., Старчевский И. П. Холодильная установка для программного охлаждения конструкции сверхзвуковых пассажирских самолётов.// Холодильная техника и технология, 1972.- Вып. 14.- С. 3-7
68. Чуклин С. Г., Авдеев Е. С., Карев В. И. Условия хранения груза на рефрижераторных судах, оборудованных системами охлаждения с естественной циркуляцией воздуха.// Рыбное хозяйство, 1972.- № 1.
69. Чуклин С. Г. Старчевский И. П. и др. «Холодильная установка для программного охлаждения конструкции сверхзвуковых пассажирских самолётов» Авторское свидетельство. № 717970зарегистрировано 9 марта 1973 г.
70. Чуклин С. Г., Чумак И. Г. и др. Камеры хранения мороженых грузов с различными системами охлаждения./ Чуклин С. Г., Чумак И. Г., Борщ А. Т., Хмаладзе О. Ш. // Холодильная техника и технология. — 1973.-№ 17.- С. 3.
71. Чуклин С. Г., Авдеев Е. С. и др. Некоторые особенности работы скороморозильных аппаратов на рефрижераторных судах типа «Атлантик» / Чуклин С. Г., Авдеев Е.С, Шахрай И. К., Бычкова Г. А. // Сб. Холодильная техника и технология.-1973.- № 17.- с.7-10
72. Чуклин, С. Г., Старчевский И. П., Гончарук А. И. Исследование характеристик центробежных форсунок при распыле жидкого азота.// Сб. Холодильная техника и технология.-1974.- Вьіп.18.- С. 61.
73. Чуклин С. Г. , Старчевский И. П., Олькин Б. И. Циркуляционная система магистрали жидкого азота. // Сб. Холодильная техника и технология.-1974.- № 18. С. 56
74. Чуклин С. Г., Авдеев Е. С., Карев В. И. Экспериментальное исследование теплообмена судовых панельных приборов охлаждения. — // Сб. Холодильная техника и технология.-1974.- № 19.- С.3-7
75. Чуклин С. Г., Старчевский И. П., Гончарук А. И. Исследование запаздываний подачи жидкого азота в воздухоохладитель установки программного охлаждения. // Сб. Холодильная техника и технология.-1974.- Вьіп.19.- С.31.
76. Чуклин С. Г., Чумак И. Г. Лабораторный практикум по курсу «Холодильные установки».- М.: «Пищевая промышленность», 1974.-287 с.
77. Чуклин С. Г., Розенберг А. С., Тимченко Е. Л. К вопросу использования винтовых компрессоров в охлаждающих системах распределительных холодильников. — // Холодильная техника и технология, 1975.- № 21.- С.9-15
78. Чуклин С. Г. и др. Особенности теплового обмена в рефрижераторных трюмах, оборудованных панельной системой охлаждения. -/ Чуклин С. Г. Авдеев Е. С., Карев В. И. Мельникова В. П.. // Холодильная техника и технология, 1975.- № 21.- С.9-15
79. Чуклин С. Г., Розенберг А. С., Торфичева Р. Е., Воронина Л. А. Технико-эксплуатационные характеристики распределительных холодильников. — // Холодильная техника и технология, 1975.- № 21.- С. 3-9
80. Чуклин С. Г., Авдеев Е. С., Карев В. И., Цвиговский Г. К. Некоторые результаты сравнительного анализа систем охлаждения рефрижераторных трюмов. //Холодильная техника, 1976.- № 6.- С.35
81. Чуклин С. Г., Розенберг А. С., Бушта И. В., Царева Л. А. Установление естественных потерь при хранении мороженых грузов и их зависимости от строительной конструкции, схемы охлаждения и условия эксплуатации камер — Реф. информация о н-и работах УССР. Пищевая промышленность. Вып. 14.- К.: Вища школа. 1978.
82. Чуклин С. Г., Чепурненко В. П., Балабан Т. Н., Бушта И. В. Установление норм естественной убыли для камер хранения мороженого мяса в холодильниках. Реф. информация о н-и работах в вузах УССР. Пищевая промышленность. Вып. 3.- К: Вища школа, 1978.- 34 с.